# Iconv
iconv – narzędzie unixowe konwertujące dany łańcuch znaków do innego zestawu znaków.

## Opcje
Specyfikacja formatu wejścia/wyjścia:
```
 -f, --from-code=NAZWA      kodowanie oryginalnego tekstu
 -t, --to-code=NAZWA        kodowanie wyników
```

Informacje:
```
 -l, --list                 wyświetlenie wszystkich znanych zestawów
                            znaków
```

Kontrola wyjścia:
```
 -c                         pominięcie nieprawidłowych znaków z wyjścia
 -o, --output=PLIK          plik wynikowy
 -s, --silent               nie wypisywanie ostrzeżeń
     --verbose              wyświetlanie informacji o postępie konwersji
```

```
 -?, --help                 Wyświetlenie tego tekstu pomocy
     --usage                Wyświetlenie krótkiej informacji o składni
                            polecenia
 -V, --version              Wyświetlenie wersji programu
```

Argumenty obowiązkowe lub opcjonalne dla długich opcji są również
obowiązkowe lub opcjonalne dla odpowiednich krótkich opcji.

## Przykład użycia
Konwersja pliku z kodowania UTF-8 do ISO-8859-1:
```
iconv -f UTF-8 -t ISO-8859-1 < input.txt > output.txt
```